# バクマリヤ
『バクマリヤ』は、1999年4月から同年9月までフジテレビで放送された深夜バラエティ番組。爆笑問題と山田まりやの冠番組。放送時間は木曜1:50 - 2:20（水曜25:50 - 26:20）。制作はイザワオフィス。

## 概要
新宿スタジオアルタでの公開収録。
世の中にごまんといるお笑い芸人が売れるよう又はある程度売れていても芸能界の荒波を乗り越えていけるよう、明日のスターを目指す若手芸人たちに、芸能界を生き抜くためのノウハウを教えようと、一流芸能人が講師となる番組。

## 出演者

### 司会
- 爆笑問題（田中裕二・太田光）
- 山田まりや

### 若手芸人
- バカリズム
- バナナマン
- おぎやはぎ
- エレキコミック
- Over Drive
- 耳なり
- 北陽/s
- ヘモグロビン
- パックン・マックン
- アルファルファ
- 爆烈Q
- きぐるみピエロ
- 美女マシーン

## スタッフ
- 構成：伊藤正宏、赤木俊介
- リサーチ：吉田敏（フルタイム）
- 技術：梶敏樹
- カメラ：諏訪多順
- 映像：磯野邦男
- 音声：栗原博一
- 照明：江口義信
- 美術：北林福夫
- デザイン：別所晃吉
- 美術進行：安喰誠
- 大道具：梅津勝
- 電飾：宇塚敏明
- アクリル装飾：木村敏和
- メイク：板垣真美
- 編集：鈴木敬二（D-Craft）
- ペイント：菊地大介（IMAGICA）
- MA：吉田肇
- 音響効果：戸辺豊
- TK：山岸弘子
- 協力：スタジオアルタ、フジアール
- 制作協力：ゼブラカンパニー、エックスワン、ワールドミュージック
- 編成：小林義和・山根法久（共にフジテレビ）
- 広報：大貫伊都子（フジテレビ）
- 制作：横田幸子、檜野千夏
- アシスタントディレクター：五端和彦、武田竜太
- ディレクター：柄雄彦、浅井忠
- 演出：高橋章良
- プロデューサー：井澤健
- 企画制作：イザワオフィス